# Thomas Hitzlsperger
Thomas Hitzlsperger (Múnic, 5 d'abril de 1982) és un exfutbolista alemany que jugava com a centrecampista. Va jugar a l'Aston Villa, a Birmingham (Anglaterra), i també algun temps al Chesterfield, abans de tornar al seu país, on va fitxar pel Vfb Stuttgart. El 2010 va anar a la Lazio, a Roma, però el mateix any tornava a Anglaterra, ara al West Ham FC. També ha jugat a la selecció de futbol d'Alemanya.
El setembre del 2013 es va haver de retirar per un seguit de lesions.

## Vida personal
En una intervista al setmanari Die Zeit del 8 de gener de 2014 va fer la seva sortida de l'armari i així va ser el primer futbolista professional alemany que, un cop retirat, va desvelar la seva homosexualitat en un sector on és molt poc habitual. La notícia va tenir un ressò tan gran a Alemanya, que el servidor web de Die Zeit va col·lapsar durant uns moments. El seu pas valent davant l'opinió pública va suscitar una ona de reaccions positives. Joachim Löw, l'entrenador de la Selecció alemanya, va comentar: «el seu pas mereix el respecte més gran de tots en una societat tolerant. Espero que la seva confessió ens ajudarà a tots a tenir una actitud més oberta en aquest tema». La notícia va omplir moltes pàgines dels diaris nacionals i internacionals, i dels mitjans audiovisuals. «Cau un altre mur» comentà el diari italià La Repubblica. Angela Merkel va felicitar-lo i afegí que a Alemanya ningú hauria de témer per declarar la seva orientació sexual. L'editorial de l'Hamburger Abendblatt va oposar la valentia d'Hitzlsperger a la pusil·lanimitat de Sepp Blatter, president de la Federació Internacional de Futbol Associació (FIFA). Aquest darrer, interpel·lat sobre l'homofòbia a Qatar, no posà cap objecció a autoritzar-hi la celebració de la Copa del Món de Futbol de 2022 i va limitar-se a aconsellar els gais que hi vagin d'abstenir-se d'activitats il·lícites.